# Distretto di Zumbo
Il distretto di Zumbo è un distretto del Mozambico, all'estremità occidentale del Paese, facente parte della Provincia di Tete.